# Silvestro di Troina
Silvestro di Troina (Troina, 1110 circa – Troina, 2 gennaio 1164) fu un abate, monaco basiliano e presbitero, venerato come santo dalla Chiesa cattolica e dalla chiesa ortodossa. Fu maestro, con San Lorenzo da Frazzanò, di San Cono da Naso.

## Biografia
È poco e frammentario quello che si conosce sulla vita di Silvestro, monaco basiliano. Della sua famiglia e della sua infanzia si sa poco o nulla. Nato in una famiglia umile, da bambino rimase orfano di padre e visse con la madre. In seguito, incentivato in giovane età dall'abate del cenobio che da subito si accorse delle virtù del santo, si avviò alla vita cenobitica e si ritirò a vivere nel monastero di San Michele Arcangelo "il vecchio" a Troina. Dedito alla penitenza, fu esempio di fede, umiltà e carità, anche per gli altri monaci. Spese tutta la sua vita al servizio dei poveri e degli ultimi e nel corso della sua vita, per via dei numerosi miracoli, era acclamato come santo. 
Essendo molto devoto a Sant'Agata, il 5 febbraio 1135 andò pellegrino a Catania, presso la chiesa di Sant'Agata la Vetere, a venerare la martire e vergine catanese; l'episodio viene ricordato come uno dei tanti miracoli del santo perché, avendo il dono dell'ubiquità, risultava essere contemporaneamente nel monastero a Troina e a Catania.
Nel 1155 fece un pellegrinaggio assieme ad altri pellegrini a Roma (dove venne acclamato come santo, perché la sua fama aveva varcato i confini della Sicilia) per incontrare Papa Adriano IV. Come risulta da un manoscritto greco, il Pontefice, che lo aspettava e sapeva di lui, oltre a ordinarlo sacerdote volle che celebrasse la messa assieme a lui: tuttavia San Silvestro si rifiutò, non sentendosi degno. Prima di fare rientro a Troina, Silvestro passò da Palermo, dove guarì miracolosamente il figlio del re di Sicilia Guglielmo I detto "il Malo", il futuro Guglielmo II "il Buono". L'episodio accrebbe la sua fama di santità in tutto il regno normanno e lo stesso Guglielmo I volle che la famiglia di Silvestro si recasse a Palermo per conoscerla; era inoltre intenzione del sovrano donare al santo metà del regno, eleggendolo ministro, ma egli rifiutò le ricchezze offertegli. Re Guglielmo fece allora caricare ottanta muli con salumi, formaggi e altri viveri, quale dono di riconoscenza al santo ed al monastero di Troina.

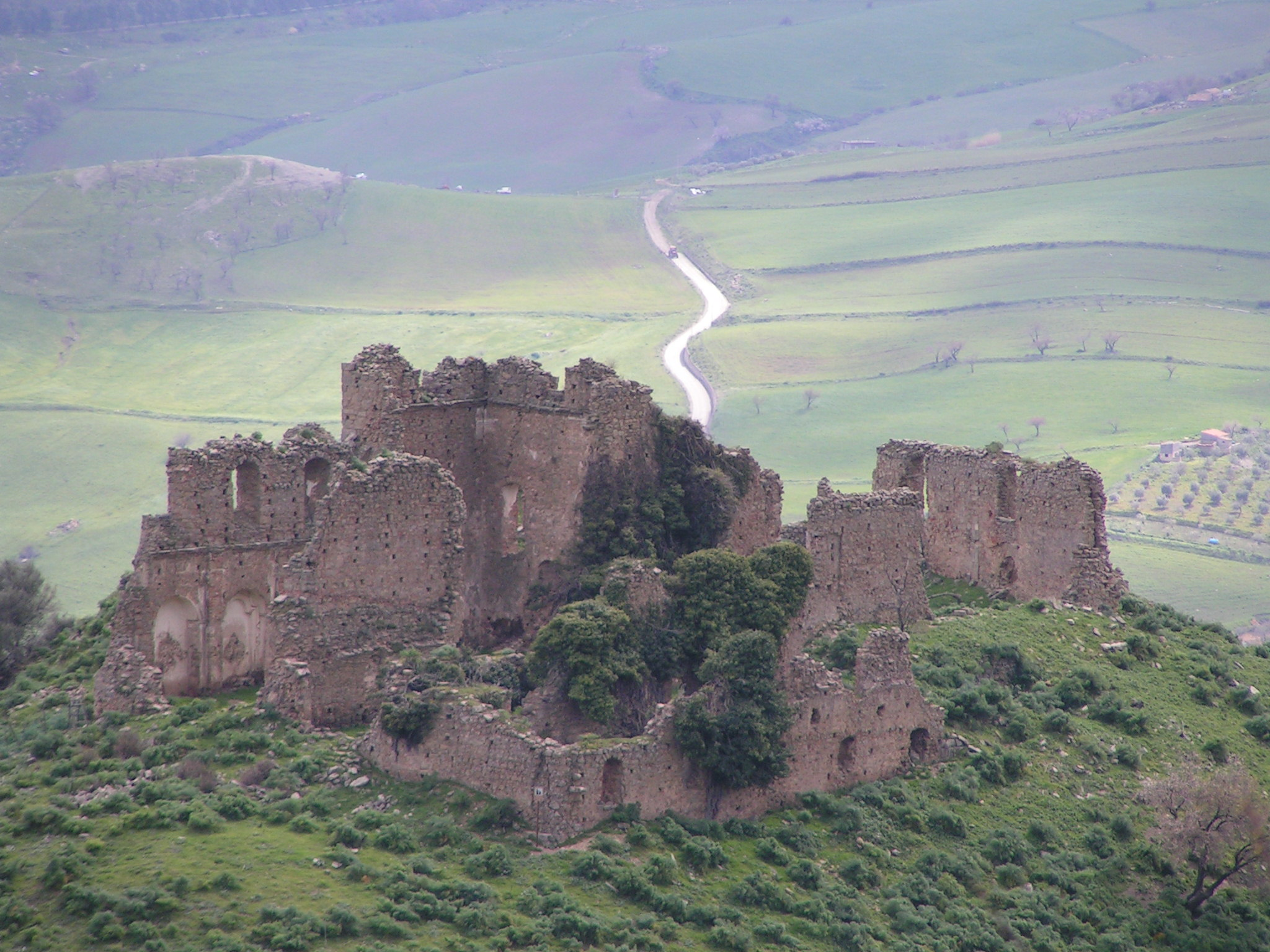
Il monastero di San Michele Arcangelo "il vecchio" a Troina, luogo della vita cenobitica di San Silvestro

Rientrato a Troina, fu acclamato come santo dagli abitanti e dalle popolazioni limitrofe. Essendo morto l'abate, venne eletto a capo del monastero; in un primo momento rifiutò l'incarico per umiltà, ma in seguito si convinse ad accettarlo.
Dopo un breve e ultimo periodo trascorso nel monastero di Troina, desideroso della vita ascetica, si ritirò in eremitaggio in una grotta vicino l'oratorio di San Bartolomeo, al cui posto oggi si erge la chiesa a lui dedicata, con la cappella della tomba del santo in alabastro e costruita sulla viva roccia. Lì passò gli ultimi giorni di vita e morì in solitudine, all'età di circa 54 anni, il 2 gennaio 1164.

## Culto
Il culto di San Silvestro si diffuse presto in gran parte della Sicilia e, per via dei numerosi miracoli attribuitigli, veniva acclamato come santo già in vita. Dopo la sua morte, tuttavia, il suo culto si affievolì leggermente, in quanto non sapendosene nulla del suo corpo, non c'era nessun luogo in cui poterlo venerare. I Padri Agostiniani del convento di Sant'Agostino diffusero poi il culto di San Nicola da Tolentino, che divenne patrono di Troina fino a quando, più di 250 anni dopo la morte di Silvestro, nel 1420 venne ritrovato il suo corpo. Fu così proclamato protettore della città ed il suo culto riprese vigore. 

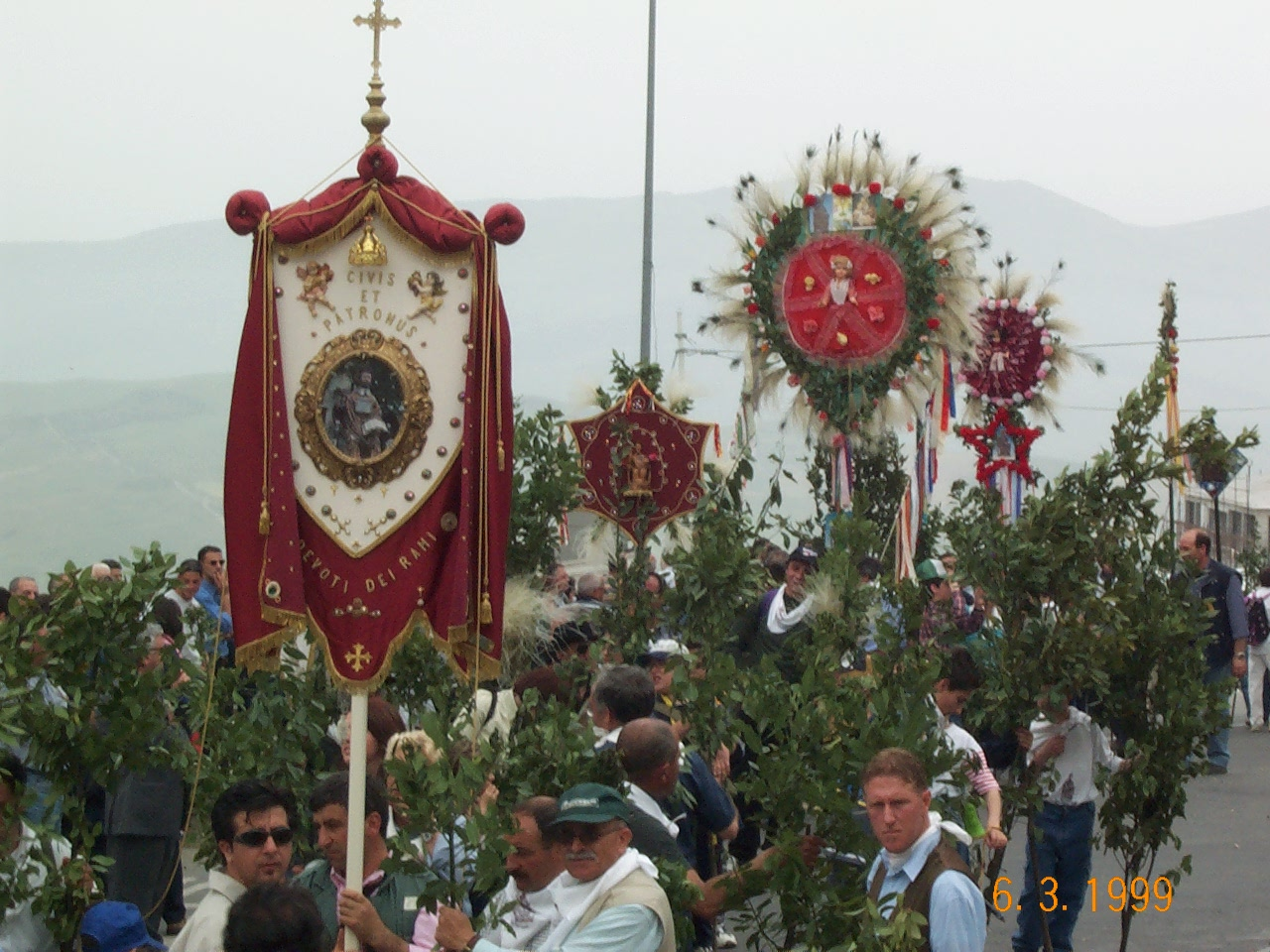
La festa dei Rami a Troina in onore del santo patrono

Il suo culto venne confermato da Papa Giulio III e si riaffermò definitivamente nel 1575, quando la cittadinanza decise, assieme con il clero, di portare in processione le sue reliquie e il suo fercolo, invocandone l'intercessione per far cessare una grande epidemia di peste. L'epidemia imperversava e mieteva molte vittime in tutta la Sicilia, compresa la città di Troina, ma successivamente alla processione la peste scomparve miracolosamente. San Silvestro venne quindi proclamato "civis et patronus", concittadino e patrono della città, sostituendo San Nicola da Tolentino che lo era stato fino a quel momento. 
In occasione del giubileo per i 900 anni dalla nascita, nel 2010, Papa Benedetto XVI concesse l'indulgenza plenaria, e una reliquia fu portata in pellegrinaggio a Mannheim, in Germania; presso la comunità cattolica italiana, il pellegrinaggio richiamò una grande folla, oltre ai tanti troinesi espatriati. Troina, che nel corso dell'anno giubilare accolse molti pellegrini provenienti da tutta la Sicilia, ospitò, per un giorno, il velo di Sant'Agata. 
Da secoli la città di Silvestro organizza ogni anno una serie di festeggiamenti in onore del santo: il festino di maggio e giugno, che comprende la festa dei Rami, la festa della Ddarata e l'uscita del fercolo con le reliquie, il festino settembrino, e la festa liturgica del 2 gennaio, giorno della morte del santo. A lui sono dedicate diverse opere, tra cui il portale della cattedrale di Troina, e alcuni dipinti e sculture nella chiesa dedicatagli e in numerose altre chiese della città.    
Il Martirologio Romano riporta la memoria liturgica di san Silvestro abate alla data del 2 gennaio: 
(Martirologio Romano)

## Le tradizioni dei devoti (RamaraeDdarara)
"Viva Dio e San Silvestro, il patriarca San Giuseppe e il Santissimo Sacramento." 
Nella notte del giovedì che precede la penultima domenica di maggio, numerosi devoti, i "Ramara", si radunano nella chiesa del santo, da dove ha inizio un lungo pellegrinaggio, che a piedi li porterà fino alle  foreste nel cuore dei Nebrodi; qui secondo il voto tradizionale, toccheranno e raccoglieranno le fronde dell'alloro. Alle prime luci dell'alba, dopo ore di cammino, i Ramara giungono ad una vasta radura, dove accendono i fuochi e preparano i bivacchi. I pellegrini, dopo essersi ristorati e aver consumato prodotti tradizionali accompagnati da vino locale, si dividono in due gruppi: alcuni rimangono al campo base, mentre altri si allontanano per andare a toccare e raccogliere l'alloro. Dopo alcune ore di cammino giungono all'Anghira di Faccilonga, quasi un santuario naturale dove cresce l'alloro. Il luogo sembra pervaso da soprannaturalità e letizia, e la natura sembra parlare ai pellegrini. L'insieme intorno è molto ispirato al misticismo: come ai tempi degli antichi anacoreti, si percepiscono nell'ambiente sentimenti mistici e di religiosità. Da tanti secoli i troinesi hanno trovato all'ombra di questo sacro bosco un legame indissolubile con il mistero, sentendosi figli di una stessa stirpe e fratelli tra fratelli. In questo luogo giungono ogni anno, recando in cuore con devozione una preghiera di  ringraziamento, un'implorazione di aiuto, il poter ritrovare la pace dello spirito, rinnovare il coraggio per continuare sulla via del bene e della virtù e chiedere grazie spirituali e materiali, per intercessione dell'umile concittadino San Silvestro. 
I Ramara, con l'ausilio di corde, si calano giù per il pendio per raccogliere l'alloro e intonano un tradizionale canto di ringraziamento nel silenzio del bosco. Domenica mattina alte aste di legno adorne di alloro e ricche di addobbi, fiori, bambole, festoni colorati, immagini sacre e del santo patrono vengono portate in offerta al santo, in una suggestiva sfilata per le vie di Troina, tra il ritmo dei tamburi e l'invocazione: "Viva Diu e San Suvviestu, lu patriarca San Giusieppi e lu Santissimu Sacramientu" (Viva Dio e San Silvestro, il patriarca San Giuseppe e il Santissimo Sacramento). Nella notte del venerdì successivo, quello prima dell'ultima domenica di maggio, si svolge poi la Ddarata, altro pellegrinaggio votivo molto caratteristico, dalle modalità similari rispetto al cammino dei Ramara. In quest'occasione, però, a diventare protagonisti sono cavalli e muli, carichi d'alloro e bardati sfarzosamente con le effigie del santo. 
Questi due pellegrinaggi sono tra i più importanti, antichi e partecipati della Sicilia e richiamano, oltre ai troinesi, anche molti devoti provenienti dal comprensorio, specificatamente dalla provincia di Enna e da quella di Messina, ma anche dal resto della Sicilia.

## I miracoli del santo
La tradizione popolare e le fonti storiche, attribuiscono molti miracoli al santo. Quelli più conosciuti, sono incisi sulla base dell'artistico fercolo barocco.  

### Il miracolo del vecchio mendicante
Un giorno, dopo essere stato a Troina in occasione della questua, di ritorno al monastero, San Silvestro vide un vecchio mendicante che chiedeva l'obolo della carità, vestito di stracci e impossibilitato a muoversi in quanto infermo. Il santo vedendolo a terra e non avendo niente con sé, lo invitò ad andare al monastero con lui. Il mendicante si rifiutò, spiegando al santo come fosse impossibilitato a muoversi; a quel punto San Silvestro si offrì di caricarselo sulle spalle, ma il mendicante insistette perché lo lasciasse là. Il santo volle comunque metterselo sulle spalle, ma andando verso il monastero, il vecchio mendicante si appesantiva sempre più allorché, dopo cento passi, si dovette riposare a causa della gravosa fatica. Il santo lasciò così su un masso il mendicante il quale, a quel punto, si rivelò essere Cristo Gesù che gli disse come, mettendosi il suo peso sulle spalle, stesse in realtà portando su di sé il peso del mondo. Inoltre gli disse che, avendogli dimostrato la sua umiltà e la sua fede, lo avrebbe accolto in cielo, per poi scomparire in una luce accecante.

### La miracolosa guarigione del figlio di Guglielmo I
Al ritorno dal pellegrinaggio a Roma, San Silvestro passò da Palermo, e lì seppe della malattia del figlio del re di Sicilia Guglielmo I "il Malo", il futuro Guglielmo II "il Buono". Arrivato a corte, il santo volle visitarlo, e chiese che gli si portasse l'urina del malato. La corte però diffidava delle virtù del santo, e gli consegnò l'urina di una scrofa incinta di dodici maialini. Il santo, accortosi dell'inganno, disse quello che sapeva e il sovrano, non fidandosi, diede l'ordine di uccidere la scrofa, constatando che ciò che gli aveva detto il santo era vero. A quel punto gli permisero di visitare il malato che guarì miracolosamente col segno della croce.

### Il miracolo della peste
Nel 1575 la peste imperversava in Sicilia, mietendo numerose vittime a Troina. Si decise quindi di portare in processione il simulacro e le reliquie, chiedendo l'intercessione al santo per far cessare il flagello. A seguito della processione la peste scomparve miracolosamente, e in quella occasione San Silvestro venne proclamato "civis et patronus" (concittadino e patrono) della città di Troina.

### La venerazione di Sant'Agata
Nel 1135, quando i monaci del cenobio andarono in pellegrinaggio a Catania per venerare Sant'Agata, a San Silvestro fu impedito di andare con loro perché incaricato di badare al monastero. Avendo il dono dell'ubiquità, all'arrivo a Catania i monaci lo trovarono in preghiera sulla tomba della vergine e martire e, di ritorno a Troina, trovarono il santo nel monastero. San Silvestro compì questo pellegrinaggio a Catania, distante quaranta miglia da Troina, in appena un'ora.

### Il miracoloso ritrovamento del corpo
Il corpo del santo venne ritrovato il 2 maggio del 1420, più di 250 anni dopo la sua morte, da due cacciatori di Lentini che, seguendo un falchetto, arrivarono a Troina, proprio dove adesso sorge la chiesa in suo onore. Sopraggiunta la notte i due si accamparono e, a un certo punto, videro un fascio di luce provenire da una fessura nella roccia. A quel punto si addentrarono nella fessura, e videro che a emanare quella luce, oltre a un soave profumo, era il corpo del santo. Il mattino seguente il prodigio fu reso noto ai troinesi, che, gioiosi di aver ritrovato il corpo di San Silvestro, lo condussero in paese, e lo proclamarono protettore della città.

### Il miracolo del forno
Quando San Silvestro venne incaricato di infornare il pane, si doveva ripulire il forno dalla cenere. Non avendo nessun rastrello per pulirlo, tolse la cenere con la propria tonaca infilandosi dentro il forno già caldo, pronto per cuocere il pane, senza ardersi.

### La resurrezione dell'oca
Dopo che un'oca venne uccisa per sbaglio dal cuoco del monastero, questo si rivolse a San Silvestro, che la fece risorgere.

### Il miracolo del cieco e del muto
Quando il simulacro del santo arrivò al porto di Catania, proveniente da Messina, un cieco che si trovava lì riacquistò la vista, e un muto tornò a parlare dicendo: "Questo è il simulacro di San Silvestro monaco basiliano, ed è bastimento di Troina."

### La resurrezione dei pulcini
Dopo avere staccato la testa di alcuni pulcini, San Silvestro gliela riattaccò con la propria saliva.